# Cascada Diavolului (film din 1960)
Cascada Diavolului (titlul original: în portugheză Na Garganta do Diabo) este un film din 1960 al regizorului brazilian Walter Hugo Khouri. Varianta sincronizată în limba engleză mai are și titlul alternativ Iguassu; The Falls of Death. 

## Rezumat
În anul 1868, în timpul  războiului din Paraguay, patru dezertori ajung la cascada Iguaçu: brazilienii  Pedro (sergent), Reis (stegar), paraguayenii Ramón (soldat) și un mercenar indigen. Într-un sat, unde încearcă să vândă arme, dezertorul indigen omoară un copil și îi ia colierul de la gât. Urmăriți pentru aceasta de sătenii indigeni, dezertorii reușesc să fugă ascunzându-se într-o pădure. Ajung în sfârșit la o mică fermă pe care o invadează, unde locuiau două femei, Ana și sora ei Miriam împreună cu tatăl lor și un indian mut, Juan. Fermierul vânduse armatei la un preț mare toate vacile și acum trăia cu fetele în sărăcie și mizerie. Ana și sora ei nu prea sunt mulțumite cu viața lor de pustnici, iar după venirea soldaților li se pare că s-a deschis o fereastră spre o viață necunoscută lor până atunci. Totul devine pentru ei o conviețuire forțată, până când Ramon o agresează pe Ana iar Reis se îmbolnăvește de holeră. Pedro solicită pentru siguranța lor îndepărtarea lui dar Juan îl ascunde în apropierea cascadei și cu ajutorul lui Miriam încearcă să îl vindece. Pedro o seduce pe Ana care speră să o ia cu el când acesta va pleca, destăinuind unde sunt banii ascunși ai tatălui. Sora cea tânără se întoarce acasă și îi găsește pe dezertori căutând banii tatălui, torturându-l să le spună unde i-a ascuns. Se iscă o încăierare între dezertori în care Ramón este omorât, iar indigenii din sat apar ca să îl răzbune pe copilul ucis…

## Distribuție
- Luigi Picchi – Pedro, sergent
- Odete Lara – Ana
- Edla Van Steen – Miriam, sora mai tânără a Anei
- Fernando Baleroni – tatăl lor
- Sérgio Hingst – Juan, indianul mut
- José Mauro de Vasconcelos – Ramón, soldat
- Milton Ribeiro – mercenarul paraguayan
- André Dobroy – Reis, stegar
- Hariet Anderson
- Ely Azevedo
- José Galán
- José Lino Grunewald

## Premii
- Associação Brasileira de Cronistas Cinematográficos,1960, RJ (Rio de Janeiro),: cea mai bună actriță: Edla Van Steen;

cea mai bună imagine: Rudolf Icsey; cea mai bună scenografie: Pierino Massenzi; cea mai bună muzică: Gabriel Migliori.[1]
- Saci,1960, SP (Sao Paulo), cel mai bun regizor și cel mai bun scenariu: Walter Hugo Khouri; cel mai bun rol masculin secundar: Sérgio Hingst; cea mai bună scenografie: Pierino Massenzi; cea mai bună muzică de film: Gabriel Migliori.[1]